# Victoires de la musique
I Victoires de la musique sono una manifestazione musicale che si tiene in Francia associata al Ministero della cultura e della comunicazione francese. La premiazione conferisce i riconoscimenti annualmente, dal 1985, agli artisti meritevoli nel campo dell'industria musicale.
È una cerimonia che può essere accostata ai Grammy Awards per quanto riguarda la musica degli Stati Uniti e ai BRIT Awards per la musica del Regno Unito.

## Categorie e vincitori

### Artista femminile dell'anno
- 1985: Jeanne Mas
- 1986: Catherine Lara
- 1987: France Gall
- 1988: Mylène Farmer
- 1990: Vanessa Paradis
- 1991: Patricia Kaas
- 1992: Jane Birkin
- 1993: Véronique Sanson
- 1994: Barbara
- 1995: Enzo Enzo
- 1996: Véronique Sanson
- 1997: Barbara
- 1998: Zazie
- 1999: Axelle Red
- 2000: Natacha Atlas

### Gruppo o artista femminile dell'anno
- 2001: Hélène Ségara
- 2002: Zazie
- 2003: Lynda Lemay
- 2004: Carla Bruni
- 2005: Françoise Hardy
- 2006: Juliette
- 2007: Olivia Ruiz
- 2008: Vanessa Paradis
- 2009: Camille
- 2010: Olivia Ruiz
- 2011: Yael Naim
- 2012: Catherine Ringer
- 2013: Lou Doillon
- 2014: Vanessa Paradis
- 2015: Christine and the Queens
- 2016: Yael Naim
- 2017: Jain
- 2018: Charlotte Gainsbourg
- 2019: Jeanne Added
- 2020: Clara Luciani
- 2021: Pomme
- 2022: Clara Luciani
- 2023: Angèle
- 2024: Aya Nakamura

### Artista maschile dell'anno
- 1985: Michel Jonasz
- 1986: Jean-Jacques Goldman
- 1987: Johnny Hallyday
- 1988: Claude Nougaro
- 1990: Francis Cabrel
- 1991: Michel Sardou
- 1992: Patrick Bruel
- 1993: Alain Bashung
- 1994: Alain Souchon
- 1995: MC Solaar
- 1996: Maxime Le Forestier
- 1997: Charles Aznavour
- 1998: Florent Pagny
- 1999: Alain Bashung
- 2000: -M-

### Gruppo o artista maschile dell'anno
- 1998: Blankass
- 2001: Henri Salvador
- 2002: Gérald de Palmas
- 2003: Renaud
- 2004: Calogero
- 2005: -M-
- 2006: Raphaël
- 2007: Bénabar
- 2008: Abd al Malik
- 2009: Alain Bashung
- 2010: Benjamin Biolay
- 2011: Gaëtan Roussel
- 2012: Hubert-Félix Thiéfaine
- 2013: Dominique A
- 2014: Stromae
- 2015: Julien Doré
- 2016: Vianney
- 2017: Renaud
- 2018: Orelsan
- 2019: Bigflo & Oli
- 2020: Philippe Katerine
- 2021: Benjamin Biolay
- 2022: Orelsan
- 2023: Stromae
- 2024: Vianney e Gazo

### Artista di musica elettronica/dance dell'anno
- 2009: Martin Solveig
- 2010: Birdy Nam Nam
- 2011: Stromae

### Rivelazione dell'anno

#### Rivelazione pop dell'anno
- 1985: Jeanne Mas
- 1986: Gold

#### Rivelazione pop femminile dell'anno
- 1987: Guesch Patti
- 1988: Patricia Kaas
- 1990: Corinne Hermès
- 1991: Liane Foly
- 1992: Jil Caplan
- 1993: Zazie
- 1994: Nina Morato
- 1995: Rachel Des Bois
- 1996: Stephend
- 2021: Yseult
- 2022: Barbara Pravi
- 2023: November Ultra
- 2024: Zaho de Sagazan

#### Rivelazione pop maschile dell'anno
- 1987: L'Affaire Louis Trio
- 1988: Florent Pagny
- 1990: Philippe Lafontaine
- 1991: Art Mengo
- 1992: Nilda Fernandez
- 1993: Arthur H
- 1994: Thomas Fersen
- 1995: Gérald de Palmas
- 1996: Ménélik
- 2021: Hervé
- 2022: Terrenoire
- 2023: Pierre de Maere
- 2024: Yamê

#### Gruppo rivelazione dell'anno
- 1994: Native
- 1995: Sinclair
- 1996: Alliance Ethnik

#### Rivelazione dell'anno
- 1997: Juliette
- 1998: Lara Fabian
- 1999: Faudel
- 2000: 113

- 2001: Isabelle Boulay

- 2002: Astonvilla
- 2003: Natasha St-Pier
- 2004: Kyo

#### Gruppo o artista rivelazione live dell'anno
- 2001: St. Germain
- 2002: Le Peuple de l'Herbe
- 2003: Sanseverino
- 2004: Kyo
- 2005: La Grande Sophie
- 2006: Camille
- 2007: Grand Corps Malade
- 2008: Renan Luce
- 2009: BB Brunes
- 2010: Izia
- 2011: Ben l'Oncle Soul
- 2012: Brigitte
- 2013: C2C
- 2014: Woodkid
- 2015: Benjamin Clementine
- 2016: Hyphen Hyphen
- 2017: L.E.J
- 2018: Gaël Faye
- 2019: Clara Luciani
- 2020: Suzane
- 2024: Zaho de Sagazan

#### Gruppo o artista pop rivelazione dell'anno
- 2005: Jeanne Cherhal
- 2006: Amel Bent
- 2007: Miss Dominique
- 2008: Christophe Maé
- 2009: Sefyu
- 2010: Pony Pony Run Run
- 2011: Lilly Wood and the Prick
- 2012: Orelsan
- 2013: C2C

#### Album rivelazione dell'anno
- 2001: Mieux qu'ici bas - Isabelle Boulay
- 2002: Rose Kennedy - Benjamin Biolay
- 2003: Vincent Delerm - Vincent Delerm
- 2004: Le Chemin - Kyo
- 2005: Crèvecœur - Daniel Darc; Le rêve ou la vie - Ridan
- 2006: Le Fil - Camille
- 2007: Midi 20 - Grand Corps Malade
- 2008: Repenti - Renan Luce
- 2009: Ersatz by Julien Doré
- 2010: Tree of Life - Yodelice
- 2014: Psycho Tropical Berlin - La Femme
- 2015: Mini World - Indila
- 2016: Chambre 12 - Louane
- 2017: Les Conquêtes - Radio Elvis
- 2018: Petite Amie - Juliette Armanet
- 2019: Brol - Angèle
- 2020: Les failles - Pomme

### Album dell'anno

#### Album dell'anno
- 1987: The No Comprendo - Rita Mitsouko
- 1988: Nougayork - Claude Nougaro
- 1990: Sarbacane - Francis Cabrel
- 1991: Nickel - Alain Souchon
- 1992: Sheller en solitaire - William Sheller
- 1993: Caché derrière - Laurent Voulzy
- 1994:  Rio Grande - Eddy Mitchell
- 1995: Samedi soir sur la Terre - Francis Cabrel
- 1996: Défoule sentimentale - Alain Souchon
- 1997: Mr Eddy - Eddy Mitchell
- 1998: L'École du micro d'argent - IAM
- 2011: Ginger - Gaëtan Roussel
- 2020: Âme fifties - Alain Souchon
- 2021: Grand Prix - Benjamin Biolay
- 2022: Cœur - Clara Luciani
- 2023: Multitude - Stromae
- 2024: La Symphonie des éclairs - Zaho de Sagazan

#### Album pop, rock dell'anno
- 1999: Fantaisie Militaire - Alain Bashung
- 2000: Sang pour sang - Johnny Hallyday
- 2001: Chambre avec vue - Henri Salvador

#### Album pop dell'anno
- 2002: Avril by Laurent Voulzy

#### Album di musica alternativa dell'anno
- 2003: Boucan d'enfer - Renaud
- 2004: Les Risques du Métier - Bénabar
- 2005: Qui de nous deux - -M-
- 2006: Caravane - Raphaël
- 2007: Le soldat rose - Louis Chedid
- 2008: Divinidylle - Vanessa Paradis
- 2009: Bleu pétrole - Alain Bashung
- 2010: La Superbe - Benjamin Biolay
- 2011: Causes perdues et musiques tropicales - Bernard Lavilliers
- 2012: Suppléments de mensonge - Hubert-Félix Thiéfaine
- 2013: La place du fantôme - La Grande Sophie
- 2014: Racine carrée - Stromae
- 2015: Alain Souchon & Laurent Voulzy - Alain Souchon e Laurent Voulzy
- 2016: De l'amour - Johnny Hallyday
- 2017: Palermo Hollywood - Benjamin Biolay
- 2018: Géopoétique - MC Solaar
- 2019: En amont - Alain Bashung

#### Album rock dell'anno
- 2001: Comme on a dit - Louise Attaque
- 2002: Des visages des figures - Noir Désir
- 2003: Paradize - Indochine
- 2004: Tu vas pas mourir de rire - Mickey 3D
- 2005: French bazaar - Arno
- 2006: À plus tard crocodile - Louise Attaque
- 2007: Wow - Superbus
- 2008: L'Invitation - Étienne Daho
- 2009: L'Homme du monde - Arthur H
- 2010: Izia - Izia
- 2011: Ginger - Gaëtan Roussel
- 2012: So Much Trouble - Izia
- 2013: Can Be Late - Skip the Use
- 2014: Bankrupt! - Phoenix
- 2015: Shake Shook Shaken - The Dø
- 2016: Mandarine - Les Innocents
- 2017: Anomalie - Louise Attaque
- 2018: The Evol' - Shaka Ponk
- 2019: Radiate - Jeanne Added

#### Album pop/rock dell'anno
- 2003: Paradize - Indochine
- 2004: Tu vas pas mourir de rire - Mickey 3D
- 2005: French bazaar - Arno Hintjens
- 2006: A plus tard crocodile - Louise Attaque
- 2007: Wow - Superbus
- 2008: L'Invitation - Étienne Daho
- 2009: L'Homme du monde - Arthur H
- 2010: Izia - Izia

#### Album di musica tradizionale dell'anno
- 1992: Nouvelles polyphonies corses
- 1994: Renaud cante el Nord - Renaud
- 1995: Polyphonies - Voce Di Corsica
- 1996: Dan Ar Braz et les 50 musiciens de l'Héritage des Celtes en concert - Dan Ar Braz & Héritage des Celtes
- 1997: I Muvrini à Bercy - I Muvrini

#### Album di musica tradizionale/world music dell'anno
- 1998: Finisterres - Dan Ar Braz & Héritage des Celtes
- 1999: Clandestino - Manu Chao
- 2000: Café Atlántico - Cesária Évora
- 2001: Made in Medina - Rachid Taha
- 2002: Proxima estación? Esperanza - Manu Chao
- 2003: Umani - I Muvrini; Françafrique - Tiken Jah Fakoly
- 2004: Voz d'amor - Cesária Évora
- 2005: Dimanche à Bamako - Amadou & Mariam

#### Album di world music dell'anno
- 2006: Mesk Elil - Souad Massi
- 2007: Canta - Agnès Jaoui
- 2008: Yael Naim - Yael Naïm
- 2009: Tchamantché - Rokia Traoré
- 2010: La Différence - Salif Keïta
- 2011: Handmade - Hindi Zahra
- 2012: Cantina Paradise - Jehro
- 2013: Folila - Amadou & Mariam
- 2014: Illusions - Ibrahim Maalouf
- 2015: Rivière noire - Rivière noire
- 2016: Homeland - Hindi Zahra
- 2017: Far From Home - Calypso Rose
- 2018: Lamomali - -M-, Toumani Diabaté, Sidiki Diabaté, Fatoumata Diawara
- 2019: Lost - Camélia Jordana

#### Album rap/groove dell'anno
- 1999: Panique celtique - Manau

#### Album rap, reggae o groove dell'anno
- 2000: Les Princes de la ville - 113
- 2001: J'fais c'que j'veux - Pierpoljak

#### Album rap/hip hop dell'anno
- 2002: X raisons - Saïan Supa Crew
- 2003: Solitaire - Doc Gynéco
- 2004: Brut de femme - Diam's

#### Album rap/hip hop/R&B dell'anno
- 2005: 16/9 - Nâdiya

#### Album rap/ragga/hip hop/R&B dell'anno
- 2006: Les Histoires extraordinaires d'un jeune de banlieue - Disiz la Peste

#### Album di urban music dell'anno
- 2007: Gibraltar - Abd al Malik
- 2008: Chapitre 7 - MC Solaar
- 2009: Dante - Abd al Malik
- 2010: L'arme de paix - Oxmo Puccino
- 2011: Château Rouge - Abd al Malik
- 2012: Le Chant des sirènes - Orelsan
- 2013: Roi sans carrosse - Oxmo Puccino
- 2014: Paris Sud Minute - 1995
- 2015: Je suis en vie - Akhenaton
- 2016: Feu - Nekfeu
- 2017: My World - Jul
- 2018: La fête est finie - Orelsan
- 2019: La Vie de rêve - Bigflo & Oli

Album rap dell'anno
- 2019: Lithopédion - Damso

#### Album reggae/ragga dell'anno
- 2002: The Real Don - Lord Kossity

#### Album reggae/ragga/world music dell'anno
- 2003: Umani - I Muvrini; Francafrique - Tiken Jah Fakoly
- 2004: Voz d'amor - Cesária Évora
- 2005: Dimanche à Bamako - Amadou & Mariam

#### Album di musica elettronica/groove/dance dell'anno
- 1998: 30 - Laurent Garnier
- 1999: Moon Safari - Air
- 2000: Trabendo - Les Négresses Vertes
- 2001: Tourist - St. Germain
- 2002: Modjo - Modjo
- 2003: La revancha del tango - Gotan Project
- 2004: Émilie Simon - Émilie Simon
- 2005: Talkie Walkie - Air
- 2006: Animal sophistiqué - Bumcello
- 2007: Végétal - Émilie Simon
- 2008: † - Justice
- 2010: Manual for a Successful Rioting - Birdy Nam Nam
- 2011: Cheese - Stromae
- 2012: Audio, Video, Disco - Justice
- 2013: Tetra - C2C
- 2014: OutRun - Kavinsky

#### Album di colonna sonora cinematografica/televisiva dell'anno
- 1985: Subway - Éric Serra
- 1986: 37°2 le Matin - Gabriel Yared
- 1987: Manon des Sources - Jean-Claude Petit
- 1988: Le Grand Bleu - Éric Serra
- 1990: Camille Claudel - Gabriel Yared
- 1991: Cyrano de Bergerac - Jean-Claude Petit
- 1992: Delicatessen - Carlos D'Alession
- 1993: L'Amant - Gabriel Yared
- 1994: L'Ecrivain public - William Sheller
- 1995: Léon - Éric Serra
- 1996: Un indien dans la ville - K.O.D.
- 1997: Microcosmos, le Peuple de l'Herbe - Bruno Coulais
- 1998: Le Patient Anglais - Gabriel Yared
- 1999: Taxi - Akhénaton / Khéops
- 2000: Ma Petite Entreprise - Alain Bashung
- 2001: The Virgin Suicides - Air
- 2002: Le fabuleux destin d'Amélie Poulain - Yann Tiersen
- 2004: Good Bye, Lenin! - Yann Tiersen
- 2005: Les choristes - Bruno Coulais / Christophe Barratier / Philippe Lopes Curval
- 2006: March of the Penguins - Émilie Simon
- 2007: Ne le dis à personne - -M-
- 2008: Arthur et les Minimoys - Éric Serra

### Canzone dell'anno
- 1985: La Boîte de Jazz - Michel Jonasz
- 1986: Belle-île en mer - musica/interprete: Laurent Voulzy; testo: Alain Souchon)
- 1987: Musulmanes musica/interprete: Michel Sardou; testo: Jacques Revaux e Jean-Pierre Bourtayre
- 1988: Né quelque part - testo/interprete: Maxime Le Forestier; musica: Jean-Pierre Sabar
- 1990: Quand j'serai KO - Alain Souchon)
- 1991: Fais-moi une place - musica/interprete: Julien Clerc; testo: Françoise Hardy
- 1992: Un homme heureux - William Sheller
- 1993: Le chat - Pow woW
- 1994: Foule sentimentale - Alain Souchon
- 1995: Juste quelqu'un de bien - Enzo Enzo
- 1996: Pour que tu m'aimes encore - interprete: Céline Dion; testo/musica: Jean-Jacques Goldman; arrangiamenti: Jean-Jacques Goldman e Erick Benzi
- 1997: Aïcha - interprete: Khaled; testo/musica: Jean-Jacques Goldman
- 1998: L'Homme pressé - interprete: Noir Désir; testo/musica: Bertrand Cantat e Noir Désir; arrangiamenti: Andy Baker
- 1999: Belle - dal musical Notre Dame de Paris
- 2000: Tomber la chemise - interprete/musica: Zebda; testo: Magyd Cherfi

#### Canzone originale dell'anno
- 2001: L'envie d'aimer - Daniel Lévi; testo: Lionel Florence e Patrice Guirao; musica: Pascal Obispo; arrangiamenti: Nick Ingman
- 2002: Sous le vent by Garou e Céline Dion; testo/musica: Jacques Veneruso; arrangiamenti: Christophe Battaglia e Jacques Veneruso
- 2003: Manhattan-Kaboul - Renaud e Axelle Red; testo: Renaud; musica/arrangiamenti: Jean-Pierre Bucolo
- 2004: Respire - Mickey 3D
- 2005: Si seulement je pouvais lui manquer - Calogero; testo: Michel Jourdan / Julie Daime; musica: Calogero/Gioacchino Maurici
- 2006: Caravane - Raphaël
- 2007: Le dîner - Bénabar
- 2008: Double je - Christophe Willem
- 2009: Comme un manouche sans guitare - Thomas Dutronc; testo: Thomas Dutronc; musica: Thomas Dutronc
- 2010: Comme des enfants - Cœur de pirate
- 2011: Je veux - Zaz
- 2012: Jeanne - Laurent Voulzy
- 2013: Allez allez allez - Camille
- 2014: 20 ans - Johnny Hallyday
- 2015: Un jour au mauvais endroit - Calogero
- 2016: Sapés comme jamais - Maître Gims e Niska
- 2017: Je m'en vais - Vianney
- 2018: Dommage - Bigflo & Oli
- 2019: Je me dis que toi aussi - Boulevard des Airs
- 2020: Ça va ça vient - Vitaa e Slimane
- 2021: Mais je t’aime - Camille Lellouche e Grand Corps Malade
- 2022: L'Odeur de l'essence - Orelsan
- 2023: La Quête - Orelsan
- 2024: La Symphonie des éclairs - Zaho de Sagazan

### Spettacoli musicale e concerti dell'anno

#### Spettacolo musicale
- 1985: Julien Clerc @ Palais Omnisports de Paris-Bercy, Bercy
- 1986: Jean-Michel Jarre @ Houston
- 1987: Cabaret diretto da Jérôme Savary @ Théâtre Mogador, Parigi
- 1988: La Fabuleuse Histoire de Mister Swing di Michel Jonasz
- 1992: Les Misérables di Alain Boublil e Claude-Michel Schönberg @ Théâtre Mogador, Parigi
- 1993: Cérémonie d'ouverture et de clôture des Jeux Olympiques d'hiver @ Albertville (coreografie: Philippe Decouflé)
- 1994: Starmania @ Théâtre Mogador, Parigi
- 1996: Les Poubelle Boys @ Paris Olympia, Parigi

#### Concerto dell'anno
- 1990: Francis Cabrel @ Le Zénith
- 1991: Johnny Hallyday @ Bercy
- 1992: Eddy Mitchell @ Casino de Paris
- 1993: Jacques Dutronc @ Casino de Paris
- 1994: Johnny Hallyday @ Parc des Princes
- 1995: Eddy Mitchell @ Bercy, @ Casino de Paris, @ Paris Olympia & @ Le Zénith
- 1996: Johnny Hallyday @ Bercy
- 1998: Sol En Si @ Casino de Paris

### Spettacolo musicale, tour o concerto dell'anno
- 1999: Notre Dame de Paris @ Casino de Paris
- 2000: Je dis aime di -M- @ Elysée Montmartre e in tour
- 2001: Johnny Hallyday @ Tour Eiffel, @ Paris Olympia e in tour
- 2002: Henri Salvador @ Paris Olympia
- 2003: Christophe @ Paris Olympia
- 2004: Fan en tournée - Pascal Obispo
- 2005: -M- @ Paris Olympia e in tour
- 2006: Zazie Rodéo tour @ Bercy e in tour
- 2007: Olivia Ruiz
- 2008: Michel Polnareff - Ze Tour 2007
- 2009: Alain Bashung - Bleu pétrole tour
- 2010: Johnny Hallyday - Tour 66
- 2013: Shaka Ponk @ Paris Olympia, Le Zénith e Bataclan - The Geeks Tour
- 2014: -M- - Îl(s)
- 2015: Stromae - Racine carrée tour
- 2016: Christine and the Queens
- 2017: Ibrahim Maalouf - Red and Black Light
- 2018: Camille - Tournée
- 2019: Orelsan
- 2020: Angèle - Brol Tour
- 2022: Ben Mazué - Paradis
- 2023: Orelsan - Civilisation Tour
- 2024: Damso - QALF Tour

### Video musicale dell'anno
- 1985: Pull Marine - Isabelle Adjani (regia: Luc Besson)
- 1986: La Ballade de Jim - Alain Souchon (regia: Philippe Bensoussan)
- 1987: C'est comme ça - Rita Mitsouko (regia: Jean-Baptiste Mondino)
- 1988: Là-bas - Jean-Jacques Goldman (regia: Bernard Schmitt)
- 1990: Casser la voix - Patrick Bruel (regia: Joëlle Bouvier e Régis Obadia)
- 1991: Tandem - Vanessa Paradis (regia: Jean-Baptiste Mondino)
- 1992: Auteuil Neuilly Passy - Les Inconnus (regia: Gérard Pullicino e Les Inconnus)
- 1993: Osez Joséphine - Alain Bashung (regia: Jean-Baptiste Mondino)
- 1994: L'Ennemi dans la glace - Alain Chamfort (regia: Jean-Baptiste Mondino)
- 1995: Nouveau Western - MC Solaar (regia: Stéphane Sednaoui)
- 1996: Larsen - Zazie (regia: Philippe Andre)
- 1997: C'est ça la France - Marc Lavoine (regia: Sylvain Bergère)
- 1998: Savoir aimer - Florent Pagny (regia: Sylvain Bergère)
- 1999: La nuit je mens - Alain Bashung (regia: Jacques Audiard)
- 2000: Flat Beat - Mr. Oizo (regia: Quentin Dupieux)
- 2001: Am I wrong - Étienne de Crécy (regia: Geoffrey de Crécy)
- 2002: Le vent nous portera - Noir Désir (regia: Alexandre Courtes e Jacques Veneruso)
- 2003: Tournent les violons - Jean-Jacques Goldman (regia: Yannick Saillet)
- 2004: Respire - Mickey 3D
- 2005: Les beaux yeux de Laure - Alain Chamfort (regia: Bruno Decharme)
- 2006: Est-ce que tu aimes? - Arthur H & -M-
- 2007: Marly-Gomont - Kamini
- 2008: 1234 - Feist
- 2009: Les limites - Julien Doré (regia: Fabrice Laffont e Julien Doré)
- 2010: Elle panique - Olivia Ruiz (regia: Valérie Pierson)
- 2011: La Banane - Philippe Katerine (regia: Gaëtan Chataigner)
- 2012: La Seine - Vanessa Paradis & -M- (regia: Bibo Bergeron)
- 2013: FUYA - C2C (regia: Sylvain Richard e Francis Cutter)
- 2014: Formidable - Stromae (regia: Jérôme Guillot)
- 2015: Saint Claude - Christine and the Queens (regia: J.A.C.K.)
- 2016: Christine - Christine and the Queens (regia: J.A.C.K.)
- 2017: Makeba - Jain (regia: Greg & Lio)
- 2018: Basique - Orelsan (regia: Greg & Lio)
- 2019: Tout oublier - Angèle (regia: Brice VDH et Léo Walk)
- 2020: Au DD - PNL (regia: Tarik Andrieu)
- 2021: Nous - Julien Doré (regia: Brice Vdh)
- 2022: Montre jamais ça à personne - Orelsan (regia: Clément Cotentin)
- 2023: La Quête - Orelsan (regia: Victor Haegelin)
- 2024: Commando - Shay (regia: Guillaume Doubet)

### DVD musicale dell'anno
- 2005: Les leçons de musique - -M- (regia: Emilie Chedid)
- 2006: En images - Noir Désir (regia: Don Kent)
- 2007: Tryo fête ses dix ans - Tryo
- 2008: Le Soldat Rose - Louis Chedid (regia: Jean-Louis Cap)
- 2009: Divinidylle - Vanessa Paradis (regia: Thierry Poiraud e Didier Poiraud)
- 2010: Alain Bashung à l'Olympia - Alain Bashung (regia: Fabien Raymond)
- 2014: Geeks on Stage - Shaka Ponk

### Premio alla carriera
- 1990: Serge Gainsbourg
- 1996: Henri Salvador
- 2001: Renaud
- 2003: Serge Reggiani
- 2007: Juliette Gréco, Michel Polnareff
- 2009: Johnny Hallyday, Jean-Loup Dabadie
- 2010: Charles Aznavour, Stevie Wonder, Hugues Aufray
- 2011: Indochine
- 2013: Véronique Sanson, Enrico Macias, Sheila
- 2014: Salvatore Adamo
- 2015: David Guetta, Jean-Louis Aubert, IAM, Rachid Taha
- 2016: William Sheller
- 2018: Étienne Daho
- 2020: Maxime Le Forestier
- 2021: Jane Birkin
- 2022: Jacques Dutronc
- 2023: Serge Lama
- 2024: Bernard Lavilliers